# Marchas do Orgulho em Portugal
As Marchas do Orgulho LGBTI+ em Portugal são eventos anuais que têm como objetivo principal promover a igualdade de direitos e visibilidade para a comunidade LGBTI+ no país. Inauguradas a 28 de junho de 2000, com a sua primeira edição realizada em Lisboa, prosseguida pelo Arraial Pride, estas iniciativas têm desempenhado um papel crucial na criação de um espaço de expressão, celebração e sensibilização relativamente às questões que afetam as minorias de orientação sexual, identidade de género, expressão de género e características sexuais.
Desde a sua estreia, as Marchas do Orgulho experimentam um crescimento constante em termos de adesão e alcance, consolidando-se como um ponto de encontro anual para indivíduos e grupos que se unem em torno dos valores de diversidade, inclusão e direitos humanos. Este artigo traça a evolução histórica das Marchas do Orgulho LGBTI+ em Portugal, explorando as suas origens, desenvolvimentos subsequentes e o impacto que têm tido na sociedade portuguesa. Além disso, examina a relação desses eventos com outras iniciativas relacionadas, e como eles contribuem para a formação de uma cultura mais tolerante e compreensiva relativamente à comunidade LGBTI+ no país.

## História

### Origens do Movimento em Portugal
Após os eventos revolucionários de Stonewall em 1969, que trouxeram visibilidade e empoderamento para as pessoas LGBTI+, um movimento similar começou a ganhar forma em Portugal, mas com as suas próprias particularidades e desafios. A conquista da visibilidade e a ocupação das ruas como forma de reivindicação de liberdade, direitos iguais, justiça e orgulho de identidade serviram de inspiração para o surgimento de um movimento semelhante no país.
Em Portugal, o despertar para a luta pelos direitos LGBTI+ ocorreu após a Revolução dos Cravos, em 13 de maio de 1974. Foi nesse momento de transformação política que o Movimento de Ação dos Homossexuais em Portugal (MAHR) foi estabelecido, marcando um passo fundamental para a promoção da igualdade e da dignidade das minorias sexuais. O MAHR tornou-se notório ao publicar o manifesto "Liberdade para as Minorias Sexuais" no Diário da República, uma iniciativa que colocou em destaque a necessidade de reconhecimento e respeito para a comunidade LGBTI+.
No entanto, é importante destacar que, em 1974, a homossexualidade ainda era considerada uma doença e uma perversão pela sociedade e pelas autoridades. Isso criou um contexto desafiador para o movimento, com algumas vozes contestando a validade de reivindicações por parte da comunidade LGBTI+. Alguns militares da revolução chegaram a afirmar que o movimento não estava incluído na narrativa de libertação de abril.
A primeira Marcha do Orgulho LGBTI+ em Portugal só se realizaria em 2000, na cidade de Lisboa. Esse marco representa o início de uma nova fase para o movimento LGBTI+ no país. A marcha trouxe a oportunidade de dar voz e visibilidade a todas as pessoas da comunidade, tanto nas ruas quanto na esfera legislativa, incluindo a Assembleia da República. A partir desse momento, o movimento LGBTI+ em Portugal ganhou força, conquistando avanços significativos ao nível do Código Civil e Penal, marcando um progresso importante em direção à igualdade de direitos e à aceitação plena da diversidade de orientações sexuais e identidades de género.
Decorridos 21 anos da primeira marcha, já são pelo menos 17 cidades que organizam marchas LGBTI+. Ao todo são já 86 Marchas (se contarmos que todas as 17 cidades marcharam em 2020).
| Ano  | Cidade              | Data           | Organização                                      | Notas                                                                                   |
| ---- | ------------------- | -------------- | ------------------------------------------------ | --------------------------------------------------------------------------------------- |
| 2000 | Lisboa              | 28 de junho    | MOL - Marcha do Orgulho de Lisboa                |                                                                                         |
| 2006 | Porto               | 08 de julho    | MOP - Marcha do Orgulho do Porto                 |                                                                                         |
| 2010 | Coimbra             | 17 de maio     | PATH - Plataforma Anti-Transfobia e Homofobia    |                                                                                         |
| 2012 | Açores              | 02 de setembro | Pride Azores                                     |                                                                                         |
| 2013 | Braga               | 13 de julho    | Braga Fora do Armário                            |                                                                                         |
| 2017 | Setúbal             |                |                                                  | Em 2017 foi a Marcha da Felicidade e em 2018 a Marcha Pela Igualdade e Direitos Humanos |
| 2017 | Vila Real           | 27 de maio     | Catarse - Movimento Social                       |                                                                                         |
| 2017 | Madeira             | 08 de outubro  | rede ex aequo                                    | Em 2017 chamava-se Funchal Pride, mas depois viria a chamar-se Madeira Pride            |
| 2018 | Guimarães           | 01 de julho    | GAPQ                                             |                                                                                         |
| 2018 | Algarve             | 19 de maio     | Associação para o Planeamento da Família Algarve |                                                                                         |
| 2018 | Bragança            | 19 de maio     | Movimento LGBTIQ de Bragança                     |                                                                                         |
| 2018 | Viseu               | 07 de outubro  | Plataforma Já Marchavas                          |                                                                                         |
| 2019 | Aveiro              | 15 de junho    | Marcha LGBTI em Aveiro                           |                                                                                         |
| 2019 | Barcelos            | 13 de julho    | Marcha do Orgulho LGBT+ de Barcelos              |                                                                                         |
| 2020 | Santarém            | 09 de maio     | MOS - Marcha Orgulho Santarém                    |                                                                                         |
| 2020 | Leiria              |                |                                                  |                                                                                         |
| 2020 | Amarante            |                |                                                  |                                                                                         |
| 2021 | São João da Madeira | 18 de setembro | EcosAção                                         |                                                                                         |
| 2022 | Covilhã             | 4 de junho     | Covilhã a Marchar                                |                                                                                         |
| 2022 | Sintra              | 14 de junho    |                                                  |                                                                                         |
| 2022 | Ilha Terceira       | 18 de junho    |                                                  |                                                                                         |
| 2022 | Caldas da Rainha    | 26 de junho    |                                                  |                                                                                         |
| 2022 | Famalicão           | 10 de setembro |                                                  |                                                                                         |
| 2022 | Esposende           | 17 de setembro |                                                  |                                                                                         |
| 2022 | Vizela              | 01 de outubro  |                                                  |                                                                                         |
| 2023 | Ovar                | 22 de julho    | Coletivo da Marcha do Orgulho LGBTQIA+ de Ovar   |                                                                                         |

### Marcha de Orgulho de Lisboa
A primeira Marcha do Orgulho LGBTI+ em Portugal, realizada em 2000 na cidade de Lisboa, marcou um momento crucial na trajetória do movimento que promove a igualdade e o reconhecimento das pessoas com diversas orientações sexuais, identidades de género e expressões de género e características sexuais. Esse evento histórico inaugurou uma era de visibilidade, fortalecimento e defesa por direitos, igualdade e aceitação.
Esse acontecimento representou uma oportunidade ímpar para que as vozes da comunidade LGBTI+ fossem ouvidas e reconhecidas tanto nas ruas quanto no âmbito legislativo, incluindo na Assembleia da República. A marcha não apenas forneceu um espaço para celebrar a diversidade de identidades e orientações sexuais, mas também realçou a importância de reivindicar direitos fundamentais, combater a discriminação e fomentar a inclusão.
Em conjunto com a marcha, a primeira edição do Arraial Pride também ocorreu. Este evento noturno, conhecido como Arraial Pride, complementou a manifestação de rua, proporcionando um espaço de celebração, entretenimento e partilha para a comunidade LGBTI+ e os seus aliados. O Arraial Pride acrescentou um elemento festivo à luta e ao ativismo, reforçando a importância de celebrar as identidades e conquistas da comunidade.
A partir da primeira Marcha do Orgulho LGBTI+ em Lisboa, o movimento LGBTI+ em Portugal começou a ganhar impulso, chamando a atenção de maneira mais ampla. Esse evento histórico serviu como catalisador para o ativismo e a defesa de direitos, resultando em avanços notáveis no campo legislativo. Com o tempo, foram conquistados progressos significativos no Código Civil e Penal, refletindo um compromisso crescente com a igualdade e a justiça para todas as orientações sexuais e identidades de género.
A marcha de 2000 marcou uma viragem importante no reconhecimento e aceitação das pessoas LGBTI+ em Portugal. Além de comemorar os êxitos alcançados, a marcha também serve como um lembrete das lutas que persistem, motivando a sociedade a continuar a trabalhar rumo a um futuro de igualdade, respeito e plena compreensão da rica diversidade humana.
| Ano  | Edição | Lema                                                                              | Data        | Nº de participantes (estimativa) |
| ---- | ------ | --------------------------------------------------------------------------------- | ----------- | -------------------------------- |
| 2000 | 1ª     |                                                                                   | 28 de junho |                                  |
| 2001 | 2ª     |                                                                                   | 30 de junho |                                  |
| 2002 | 3ª     |                                                                                   | 29 de junho | 1500 pessoas                     |
| 2003 | 4ª     |                                                                                   | 28 de junho |                                  |
| 2004 | 5ª     |                                                                                   | 26 de junho |                                  |
| 2005 | 6ª     |                                                                                   | 25 de junho | 2000 pessoas                     |
| 2006 | 7ª     |                                                                                   | 24 de junho | 400 pessoas                      |
| 2007 | 8ª     |                                                                                   | 23 de junho | 500 pessoas                      |
| 2008 | 9ª     |                                                                                   | 29 de junho |                                  |
| 2009 | 10ª    |                                                                                   | 20 de junho |                                  |
| 2010 | 11ª    |                                                                                   | 19 de junho | 5000 pessoas                     |
| 2011 | 12ª    |                                                                                   | 18 de junho |                                  |
| 2012 | 13ª    |                                                                                   | 23 de junho |                                  |
| 2013 | 14ª    | Arco-Íris contra a crise                                                          | 22 de junho |                                  |
| 2014 | 15ª    | Diversidade contra a austeridade                                                  | 21 de junho | 3000 pessoas                     |
| 2015 | 16ª    | Contra a violência, quebra o silêncio                                             | 20 de junho |                                  |
| 2016 | 17ª    | Celebrar as diferenças, transcender o género                                      | 18 de junho |                                  |
| 2017 | 18ª    | Autodeterminação do género, autodeterminação do corpo para todas as pessoas trans | 17 de junho | 10 mil pessoas                   |
| 2018 | 19ª    |                                                                                   | 16 de junho | 10 mil pessoas                   |

### Marcha do Orgulho do Porto
Em fevereiro de 2006, ocorreu um incidente trágico no Porto que teve repercussões significativas no contexto das questões de discriminação e violência enfrentadas pela comunidade LGBT. Gisberta, uma mulher trans, foi vítima de uma agressão fatal perpetrada por um grupo de jovens que estavam sob os cuidados de uma instituição católica. Esse evento chamou a atenção da media e destacou a violência extrema que pode resultar da discriminação, bem como revelou a falta de visibilidade histórica enfrentada pela população trans, incluindo no movimento LGBT.
O incidente de Gisberta sublinhou a necessidade de uma compreensão mais profunda das raízes do preconceito e da discriminação na sociedade, e levantou questões sobre a criação de ambientes seguros e inclusivos para todas as identidades de género e orientações sexuais. Além disso, chamou a atenção para os problemas na visibilidade e proteção adequada para pessoas trans, até mesmo no movimento LGBT.
Esses eventos também estimularam ações e discussões em torno de questões de justiça e igualdade, tendo assim nascido a Marcha do Orgulho do Porto a 8 de julho de 2006. Na sua primeira edição contou com cerca de 300 pessoas.

### Marcha do Orgulho de Viseu
No dia 15 de maio de 2005, mais de 300 pessoas ocuparam as ruas de Viseu numa manifestação destinada a condenar agressões organizadas a homossexuais naquela cidade. A ação, que partiu das Panteras Rosa, foi amplamente convocada por associações LGBT e outras organizações sociais. Intitulada de “STOP Homofobia”, foi a primeira manifestação em Viseu contra a homofobia. A manifestação ficou também marcada por agressões verbais aos presentes.
Posteriormente, a 1.ª Marcha de Viseu Pelos Direitos LGBTI+ teve lugar em 2018, sendo organizada pela Plataforma Já Marchavas. Este movimento de indivíduos e coletivos une-se na defesa de direitos humanos, animais e causas ambientais. A preparação da primeira Marcha LGBTI+ na cidade envolveu encontros semanais abertos, que gradualmente agregaram participantes e associações, culminando na realização da marcha no dia 7 de outubro. Surpreendentemente, mais de mil participantes juntaram-se ao evento, um número notável para uma cidade no interior do país.
| Ano  | Edição | Lema                                                                                | Data          | Nº de participantes (estimativa) |
| ---- | ------ | ----------------------------------------------------------------------------------- | ------------- | -------------------------------- |
| 2018 | 1.ª    |                                                                                     | 07 de outubro | 1000                             |
| 2019 | 2.ª    | Que Viseu e qualquer outra cidade sejam as melhores cidades para viver (para todxs) | 20 de outubro | 300                              |
| 2020 | 3.ª    | Transformar hoje para ter voz amanhã!                                               | 11 de outubro | 300                              |
| 2021 | 4.ª    | O Orgulho existe, resiste e sai à rua!                                              | 10 de outubro |                                  |
| 2022 | 5.ª    | Um Movimento em Marcha!                                                             | 09 de outubro |                                  |

### Marcha do Orgulho de Ovar
Em 22 de junho de 2023, um marco histórico foi celebrado em Ovar com a realização da primeira Marcha do Orgulho LGBTQIA+ no concelho. Este evento simbólico marcou um passo significativo em direção à visibilidade, aceitação e igualdade de direitos para a comunidade LGBTQIA+ na região.
A realização da marcha foi o resultado de meses de preparação, incluindo a realização de festas de angariação, reuniões e encontros sociais, com o objetivo de fortalecer e unir a comunidade LGBTQIA+ em Ovar. Com o lema "Nós existimos em Ovar, e aqui queremos ficar", a marcha enfatizou a importância da presença visível e da inclusão dos indivíduos LGBTQIA+ na cidade. Para simbolizar essa ligação com a história local, a iconografia do evento apresentou uma versão adaptada da imagem do Chafariz Neptuno, um ícone histórico da cidade, incorporando elementos da cultura LGBTQIA+.
No dia da marcha, apesar de desafios externos, como a greve dos serviços ferroviários, cerca de duas centenas de pessoas e coletivos LGBTQIA+ se uniram para participar do evento, demonstrando um apoio notável e evidenciando a solidariedade da população LGBTQIA+ em Ovar. O percurso da marcha incluiu as principais vias do centro da cidade, partindo do Jardim Garrett e culminando na Praça da República, onde a Câmara Municipal de Ovar está situada. No fim desse trajeto, um manifesto foi lido em um ato simbólico de reivindicação de direitos e celebração da diversidade.
O encerramento da tarde de atividades deu lugar ao Arraial Marcha do Orgulho LGBTQIA+ de Ovar, que aconteceu na Casa do Povo. Este evento noturno foi preenchido com performances musicais e apresentações drag.
Em preparação para a marcha, uma série de encontros abertos foram promovidos com o objetivo de construir uma comunidade LGBTQIA+ coesa em Ovar. Esses encontros proporcionaram atividades, reuniões e oficinas, desempenhando um papel fundamental na criação de um ambiente inclusivo e fortalecedor.